# Chrétien de Troyes
Chrétien de Troyes var en fransk författare, troligen född i Troyes och verksam omkring 1164-1190, till yrket sannolikt präst. Hans verk är främst förknippade med Arthurlegenden.
Om hans liv är det endast känt, att han vistades vid hovet hos Marie av Frankrike och Filip I av Flandern, där han författade riddarromaner enligt den höviska stil som Maries mor, Eleonore av Aquitanien, hade påbjudit. Hans författarskap behandlade huvudsakligen delar av Arthurlegenden. Han berättar själv, att han översatt Ovidius. Bland hans idag försvunna verk märks en dikt över tristansagan och, vad som var hans sista och ofullbordade verk,  graalromanen om Perceval.
Hans författarskap inbegriper Erec et Enide, Yvain, Lancelot och Perceval; den senare tillkom sedan han lämnat hovet och då den höviska genren i Provence utvecklats till en särskild kvinnokultur.
Bland de personer och verk som inspirerats av Perceval kan nämnas Wolfram von Eschenbachs Parzival, Richard Wagners opera Parsifal (1882), T.S. Eliots The Waste Land, Julien Gracqs pjäs Le Roi Pêcheur (1948) och Éric Rohmers film Perceval le Gallois (1978).